# Mieczyslaw Minkowski

Mieczyslaw Minkowski, 1914

Mieczyslaw Minkowski (* 15. April 1884 in Warschau; † 20. Juli 1972 in Zürich) war ein in der Schweiz wirkender polnisch-schweizerischer Neurologe.

## Leben

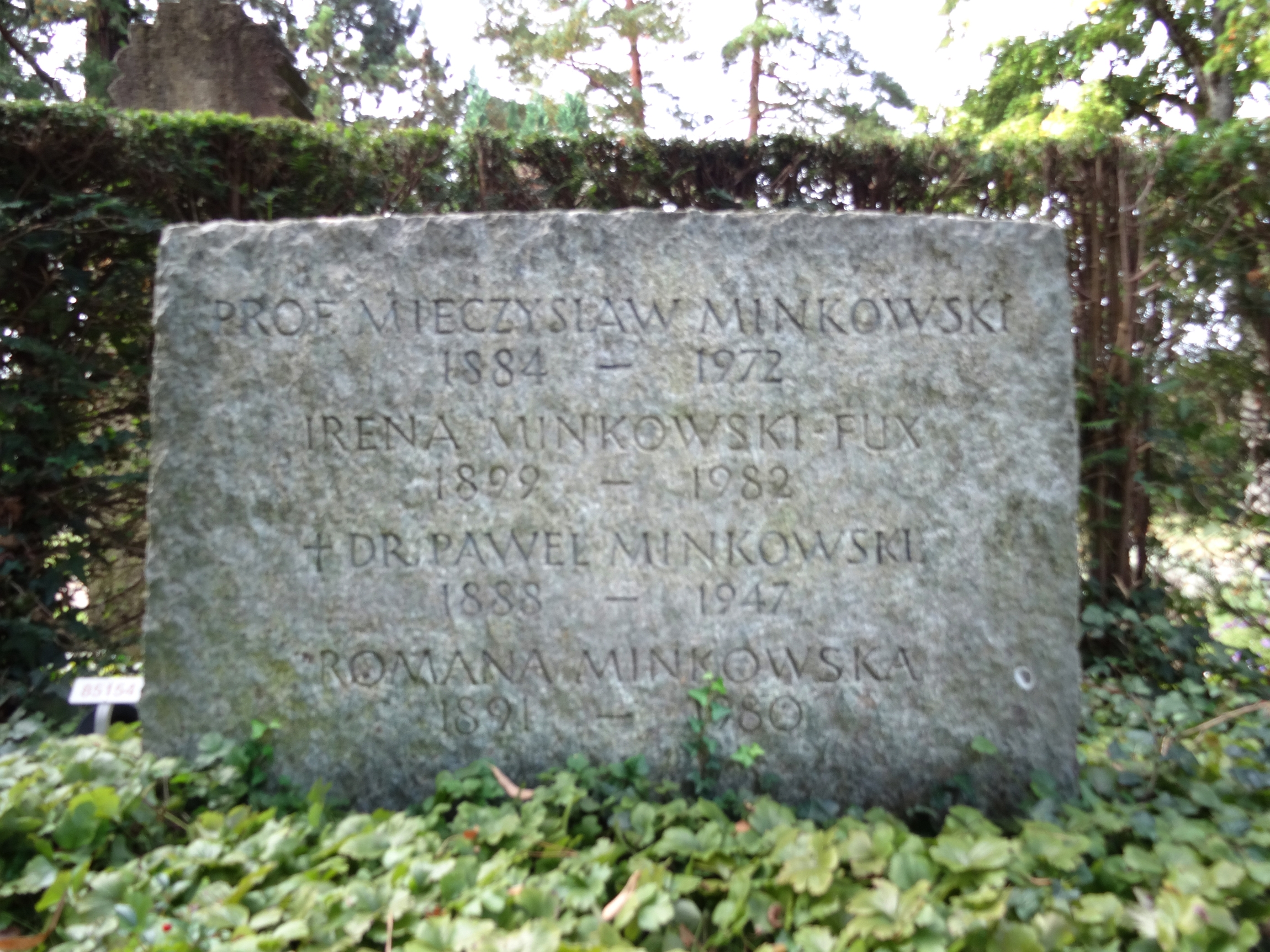
Grab, Friedhof Rehalp, Zürich

Mieczyslaw Minkowski war ein Sohn des Kaufmanns und Bankier August Minkowski (1849–1942) und der Tekla, geborene Lichtenbaum. Seine Eltern starben 1942 im Ghetto in Otwock.
Mieczyslaw war ein Bruder von Pawel Minkowski und Eugène Minkowski sowie dem Oberstleutnant der Infanterie der polnischen Infanterie Anatol Witold Minkowski (1892–1939). Anatol und Pawel konvertierten später zum Katholizismus.
Sein Medizinstudium absolvierte er an den Universitäten Warschau, München und Breslau, wo er 1907 den Doktortitel erlangte. Danach folgten verschiedene Weiterbildungsstationen.
1911 zog Minkowski nach Zürich, wo er später auch die schweizerische Staatsbürgerschaft erhielt, und wurde dort Assistenzarzt bei Constantin von Monakow. Nachdem er ab 1913 zunächst als Privatdozent tätig gewesen war, wurde er 1926 Titularprofessor und von 1928 bis 1954 außerordentlicher Professor für Neurologie sowie Direktor des Neurologischen Universitäts-Poliklinik und des Hirnanatomischen Instituts der Universität Zürich. 
1932 wurde Minkowski zum Mitglied der Leopoldina gewählt. Von 1943 bis 1946 war er Präsident und 1949 Ehrenpräsident der Schweizerischen Neurologischen Gesellschaft. Seit 1925 war er zudem Präsident der Jüdischen Vereinigung Zürich.
Mieczyslaw Minkowski war mit Irena, geborene Fux (1899–1982) verheiratet. Seine letzte Ruhestätte fand er auf dem Friedhof Rehalp in Zürich.

## Hauptwerke
- Zum gegenwärtigen Stand der Lehre von den Reflexen, 1925 (frz. 1927)
- Die Poliklinik für Nervenkranke und das Hirnanatomische Institut, 1951